# Вогнем і мечем (вислів)
Вогнем і мечем (лат. Igni et ferro) — вислів, що виник в античні часи. Первісне його значення — давній спосіб виліковувати хвороби та рани. Він полягає у тому, що рану хворому вирізають ножем та припікають вогнем або розжареним металом. Гіппократ казав про цей спосіб лікування:
Що не зцілюють ліки, те зцілює залізо. Що не може зцілити залізо, те зцілюється вогнем.
Пізніше, у римських поетів I ст. до н.е. (Овідій, Проперцій та інші) цей вислів отримав значення «знищувати ворога зброєю та пожежами». Приблизно такий сенс у нього вкладали письменники й публіцисти і пізніше.

## Україна
В українській історії та літературі даний вислів набув значної популярності в XVI-XVIII ст. для відображення жорстокості супротивника, а також підкреслення спричинених ним руйнувань та спустошення. Одними з перших нею послуговувались у своїх творах польсько-українські гуманісти Симон Пекалід, Станіслав Оріховський та Іван Домбровський. Надалі він регулярно фіксується в листуванні та постановах як козацьких гетьманів і полковників, так і коронних діячів. Також вона вживалась в майже усіх відомих тогочасних літописах починаючи з «Хроніки» Мацея Стрийковського. 
Неодноразово відома з джерел пов'язаних з діяльністю Івана Мазепи. Так 17 вересня 1707 р. під час підготовки до перемовин зі шведським королем Карлом XI гетьман Іван Мазепа вирядив восени 1707 р. своїх посланців до Саксонії. Гетьман, за його словами Орликові, зробив це для того, щоб: 
там видя якую колвек мою к себЂ инклинацію, по непріятелску c нами не поступали, и огнем и мечем бЂдной Украины не зносили.
Крім того, він вжив її у власному поетичному творі — «Думі». 
Примітно що вона стала поширеною не тільки серед можновладців, а й серед інших обивателів. Так її вжив у своїй інтермедії Митрофан Довгалевський, а шведський історіограф Ґеорґ Нордберґ описуючи взаємини між гетьманом та українським населенням наводив такий епізод:
На початку цього березня [1709 р.] було дуже холодно... Багато селян поверталося до своїх домів із лісів і мочарів, де поховали все своє майно не перед шведами, як це вони оповідали, але зі страху перед москвинами, які грозили їм вогнем і мечем, якщо б вони залишилися у своїх хатах. Ласкаві й переконливі слова Мазепи робили на них велике враження і вони передавали їх іншим. Гетьман оповідав їм, як мирно і приязно шведи поводилися з населенням, так що ніхто не міг на них нарікати. Навпаки, коли вони робили, на їх бажання, якусь прислугу шведам, то за це діставали гроші. Наприкінці гетьман додав, якщо б шведи справді хотіли забрати від них їхні в лісі заховані речі, то могли б це легко зробити, але вони цього уникають.
В XIX ст. ця фраза вживалась в трактаті «Історія Русів», романі «Чорна рада» (1857) Пантелеймона Куліша, «Українських приказках, прислів'ях та іншому» (1864) Матвія Номиса, а також в нарисі «Українські гетьмани Іван Виговський та Юрій Хмельницький» (1879) Іван Нечуя-Левицького. Проте сучасну популярність їй приніс однойменний роман 1884 р. авторства польського письменника Генрика Сенкевича.